# Campeonato Dominicano de Voleibol Feminino
O Campeonato Dominicano de Voleibol Feminino — Série A  é a principal competição de clubes de voleibol feminino da República Dominicana. Trata-se da principal liga nacional do Caribe. O torneio é organizado pela Federação Dominicana de Voleibol (FEDOVOLI), sendo chamado de Liga Superior de Voleibol, atualmente.

## Edição atual
Equipes que disputarão a temporada 2019:
| Equipe        | Cidade        |
| ------------- | ------------- |
| Mirador VC    | Santo Domingo |
| Cristo Rey VC | Santo Domingo |
| Caribeñas VC  | Santo Domingo |
| Guerreras VC  | Santo Domingo |

## História
O primeiro clube campeão foi o Mirador VC cujo título ocorreu na primeira edição em 1975.

## Títulos por Clube
| Equipe            | Campeão |
| ----------------- | ------- |
| Mirador           | 25      |
| BAMESO            | 4       |
| Distrito Nacional | 3       |
| Los Prados        | 2       |
| Deportivo Naco    | 1       |
| La Romana         | 1       |
| Caribeñas         | 1       |
| Cristo Rey        | 1       |

## Títulos por Distrito
| Equipe            | Campeão |
| ----------------- | ------- |
| Distrito Nacional | 37      |
| La Romana         | 1       |